# TOG1
El Tank, Heavy, TOG 1 fue un prototipo de tanque superpesado diseñado por el Reino Unido durante el comienzo de la Segunda Guerra Mundial. Fue diseñado bajo la creencia de que este conflicto sería similar a la anterior Primera Guerra Mundial, y por eso cuenta con características necesarias en aquella época anterior, como una excelente capacidad a la hora de cruzar trincheras. Pese a que al principio el vehículo se diseñó de acuerdo con una serie de especificaciones, se le fueron haciendo diversas modificaciones hasta llegar al prototipo final, aunque en última instancia fue descartado y sustituido por el TOG II, que posteriormente también se abandonaría para centrarse en el desarrollo de otro proyecto, el tanque Churchill.

## Historia
Durante los inicios de la Segunda Guerra Mundial, específicamente en julio de 1939, se fundó el Special Vehicle Development Committee (Comité de Desarrollo de Vehículos Especiales), poniendo a su cargo a Sir Albert Gerald Stern. Stern ya tenía experiencia previa en el diseño de tanques, porque había sido miembro del Landship Committee (Comité del Buque Terrestre), encargado de  diseñar los tanques de la Primera Guerra Mundial. El comité de Stern también contaba con otros veteranos que participaron en el diseño del tanque: Sir Eustace Tennyson d'Eyncourt, Director de Construcción Naval; el general Sir Ernest Swinton; Sir William Tritton; el experto en motores Harry Ricardo; y Walter Gordon Wilson, experto en transmisiones y cajas de cambios, quien abandonaría el proyecto más adelante, ya que sus habilidades no serían requeridas. El grupo recibió el apodo The Old Gang, de aquí que el vehículo sea llamado TOG.

## Motor
El TOG 1 contaba con un enorme motor Paxman-Ricardo 12TP diésel de 450 caballos, modificado para rendir 600 caballos; y dos generadores English Electric para alimentar los dos motores eléctricos de la misma empresa que proporcionaban tanto aceleración como facilidad a la hora de maniobrar. Esta combinación de motor diésel y motores eléctricos fue apoyada por Albert Stern. Teóricamente, este sistema era el más efectivo a la hora de maniobrar un tanque, proporcionando una sencilla y fluida aceleración y conducción. El problema de este sistema es que, debido al inmenso tamaño total, se requería de un vehículo extremadamente largo y pesado, lo que provocaba que la conducción fuese más compleja.

## Capacidades de combate
Se requirió que el vehículo fuese capaz de resistir proyectiles AP de 47 mm y obuses o cañones de campaña de hasta 105 mm disparados a una distancia de 90 m. Para esto, se contaba con un blindaje frontal que iba desde los 15 a los 62 mm. También se requería que pudiese penetrar muros de hormigón reforzado de hasta 2,1 m de grosor. Para cumplir con este requisito, se montó un obús de 75 mm al frente, de manera similar al Char B1 francés. Inicialmente, se tenía planeado montar dos cañones QF de 2 libras en los sponson laterales, junto a 4 ametralladoras Besa, una en el frente, otra en la parte trasera y una en cada lado, en los mismos sponson, pero se acabó descartando la idea, eliminando así los dos cañones, dejando solo las ametralladoras y montando una torreta de un Matilda A12. Sumado a esto, se contaba con 4 morteros de 2 pulgadas (51 mm) para lanzar granadas de humo y tener la capacidad de proporcionar cobertura. Así mismo, contaba con puertas laterales para el transporte de infantería.

## Modificaciones posteriores
Al ser un prototipo, experimentó diversas modificaciones, como la anteriormente mencionada sobre los cañones QF de 2 libras. También se introdujeron modificaciones, aunque temporales, a la hora de probarlo, cuando se eliminó el cañón de 2 libras de la torreta y los sponson. Finalmente, la modificación más notoria que sufrió fue en la transmisión, donde se tuvo que cambiar el sistema diésel-eléctrico por un sistema hidráulico proporcionado por Hydraulic Drive and Engineer Company, haciendo uso de su sistema Fluidrive, por problemas de sobrecalentamiento. Este cambio de motor le dio el renombre de TOG 1A, un proceso que se retrasó hasta 1943. Pese a esto, siguió dando problemas, con este nueva motorización debidos al retraso a la hora de reaccionar, provocando que su conducción fuese prácticamente imposible.

## Destino
Estando la guerra ya tan avanzada, se concluyó que continuar con el desarrollo del TOG 1A resultaba inviable e innecesario, así que se decidió enviarlo al parque natural de Chobham, para no volver a saberse nunca más de él.